# Eiphosoma vitticolle
Eiphosoma vitticolle là một loài tò vò trong họ Ichneumonidae.